# Przemysław Łudziński
Przemysław Łudziński (ur. 3 lutego 1983 w Więcborku) – polski piłkarz, grający na pozycji napastnika.

## Kariera
Swoją karierę rozpoczął w Rossie Rosnowo. Od 2000 do 2005 roku reprezentował barwy Amiki Wronki. Rozegrał tam zaledwie 5 spotkań oraz zdobył 1 bramkę, ponieważ był cały czas odsuwany do rezerw Kuchennych. Od 2005 do 2007 roku był zawodnikiem Ruchu Chorzów. Rozegrał tam 54 mecze i zdobył 10 bramek dla chorzowian. Następnym jego klubem od 2007 roku był Śląsk Wrocław. Rozegrał tam 36 spotkań i zdobył 15 bramek. W sezonie 2009/10 został wypożyczony do Piasta Gliwice. Na tym wypożyczeniu zdobył 1 bramkę w 11 meczach. W 2010 roku wrócił do Śląska Wrocław, jednak nie załapał się do składy i trenował z drużyną Młodej Ekstraklasy. W 2011 roku został ściągnięty na testy do Stilonu Gorzów i po obozie drużyny w Wiśle, zawodnik podpisał kontrakt.